# Flaggen und Wappen der Woblasze in Belarus

Flagge von Belarus

Diese Liste zeigt die Flaggen und Wappen der Woblasze in Belarus.
Belarus gliedert sich in sechs Verwaltungsbezirke (Woblasze) mit 118 Kreisen (Rajone). Die Hauptstadt Minsk hat einen Sonderstatus und gehört keinem der Woblasze an.

## Gestaltung
Alle Flaggen führen in ihrer Mitte das Wappen des jeweiligen Gebiets.

## Liste
| Woblast               | Flagge | Wappen | Anmerkungen |
| --------------------- | ------ | ------ | --- |
| Breszkaja Woblasz     |        |        | Wappenbeschreibung: In Rot ein goldener Wisent unter einem aufgebogenen blauen Schildhaupt mit zwei rechteckigen Einschnitten |
| Homelskaja Woblasz    |        |        | Wappenbeschreibung: Das Wappen ist in vier silbernen und vier grünen Feldern geständert und mit einem Mittelschild auf dem in Blau ein goldener Luchs mit schwarzen Ohrenbüscheln ruht, belegt. 1. Am Schildhaupt in Silber ein nach links stehender silberner Bogenschütze mit silbernen gespannten Bogen und eingelegten Pfeil nach links zielend mit goldenen Stiefeln und Weste. 2. Im zweiten Feld in Silber ein goldbewehrter schwarzer Adler. 3. Im dritten Feld in Silber auf einer nach links wehenden cyanfarbenen Flagge mit blauen Band am Fahnenstock ein silberner gerüsteter Reiter auf weißem Pferd mit silberner Mähne, Schwanz und Hufe und blauer Satteldecke ein silbernes Schwert schwingend und einen silbernen Schild mit der linken Hand haltend auf dem ein rotes Doppelkreuz ist (Pahonja). 4. Im vierten Feld in Silber ein gebogenes schwarzes Horn. Auf dem Schild ruht eine goldene dreitürmige Mauerkrone. An den Schildseiten je ein mit einem roten Band (Band des Heiligen Andreas) gebundener goldener Eichenzweig. |
| Hrodsenskaja Woblasz  |        |        | Wappenbeschreibung: In Rot ein goldener Wisent. Auf dem Schild ruht eine fünftürmige goldene Mauerkrone. Zwei goldene Eichenzweige mit blauem Band umgeben den Wappenschild. |
| Mahiljouskaja Woblasz |        |        | |
| Minskaja Woblasz      |        |        | |
| Wizebskaja Woblasz    |        |        | |
| Minsk                 |        |        | Wappenbeschreibung: Das Wappen zeigt in Blau eine dem Betrachter zugewendete betende Heilige mit blauem Kleid und rotem Mantel, Kappe und Schuhen auf einer silbernen Wolke stehend, zu deren Seite je ein silbergekleideter und -geflügelter Engel mit goldenem Nimbus zugewendet kniet und über allem schweben zwei ebenso gefärbte Cherubköpfe. |